# Fucus distichus
Espèce
Synonymes
- Fucus anceps Harvey & Ward ex Carruthers, 1864[2]
- Fucus distichus edentatus f. abbreviatus (N.L.Gardner) Hollenberg & I.A.Abbott, 1966[2]
- Fucus distichus f. anceps (Harvey & Ward ex Carruthurs) Petrov, 1965[2]
- Fucus distichus f. robustior (J.Agardh) Kjellman, 1883[2]
- Fucus distichus f. tenuior (J.Agardh) Kjellman, 1883[2]
- Fucus distichus subsp. anceps (Harvey & Ward ex Carruthers) H.T.Powell, 1957[2]
- Fucus distichus var. distichus Linnaeus, 1767[2]
- Fucus distichus var. miclonensis (De La Pylaie) Kleen, 1874[2]
- Fucus distichus var. robustior J.Agardh, 1868[2]
- Fucus distichus var. tenuior J.Agardh, 1868[2]
- Fucus evanescens var. cuneatus[2]
- Fucus evanescens var. ecostatus[2]
- Fucus evanescens var. oregonensis[2]
- Fucus fueci f. elenkini E.S.Sinova, 1922[2]
- Fucus fueci f. ruprechti E.S.Sinova, 1922[2]
- Fucus fueci Bachelot de la Pylaie, 1830[2]
- Fucus furcatus f. abbreviatus[2]
- Fucus furcatus f. angustus[2]
- Fucus furcatus f. elongatus[2]
- Fucus furcatus f. luxurians[2]
- Fucus furcatus f. typicus[2]
- Fucus furcatus C.Agardh, 1820[2]
- Fucus gardneri P.C.Silva, 1953[3] [2]
- Fucus inflatus f. distichus (Linnaeus) Børgesen, 1902[2]
- Fucus inflatus f. linearis (Oeder) Børgesen, 1902[2]
- Fucus inflatus var. linearis (Oeder) Rosenvinge, 1893[2]
- Fucus linearis Oeder, 1767[2]
- Fucus miclonensis Bachelot de la Pylaie, 1830[2]
- Fucus nitens N.L.Gardner, 1922[2]
- Virsodes distichum (Linnaeus) Kuntze[2]
- Virsodes furcatum Kuntze[2]

Fucus distichus est une espèce d'algues brunes marines de la famille des Fucaceae. Elle vit dans l'océan Pacifique nord et nord-ouest et en mer de Béring.

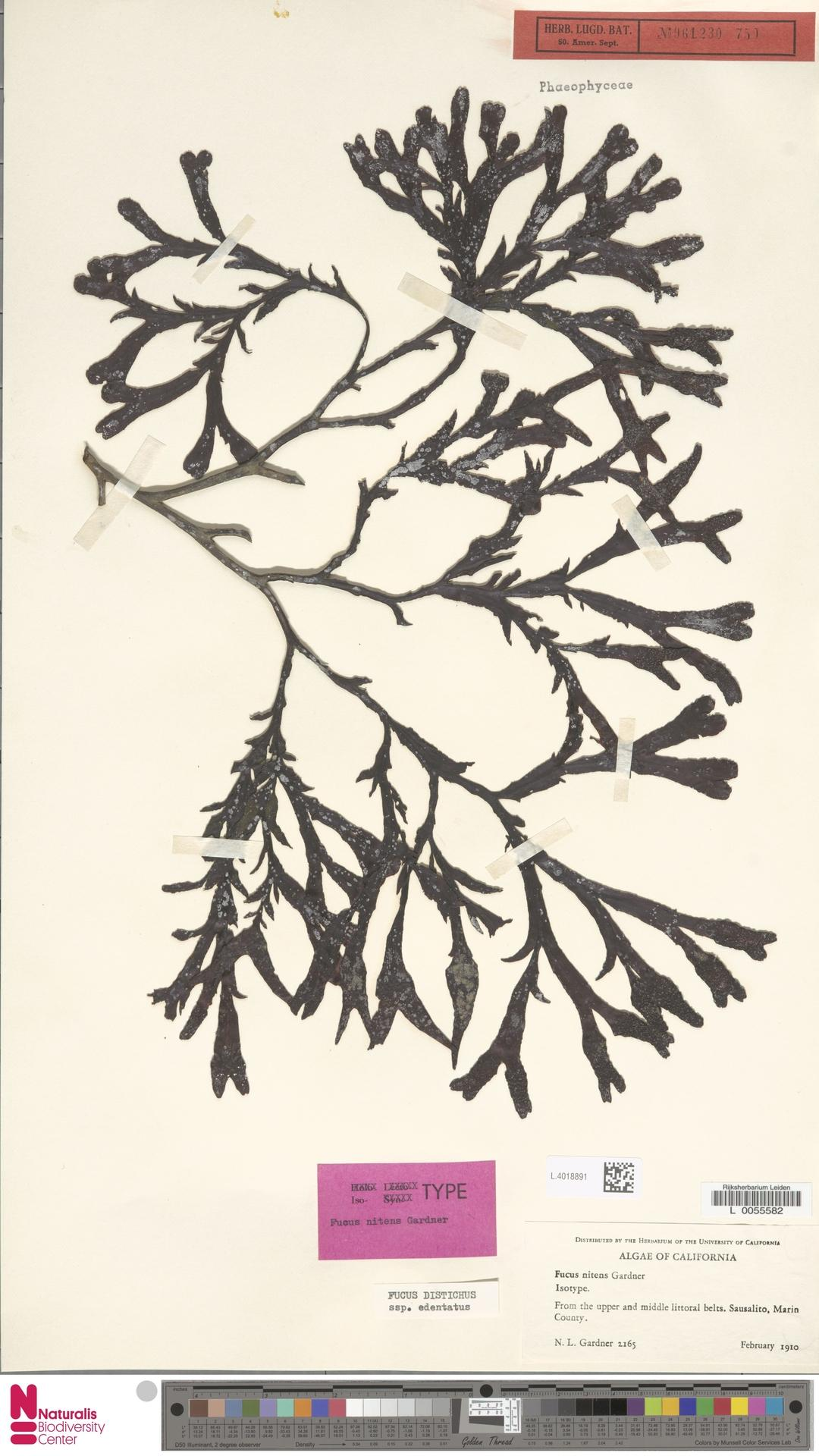
Fucus distichus L. subsp. edentatus (Bach.Pyl.) Powell, isotype spécimen d'herbier, 1910

## Synonymes
Selon AlgaeBase (7 juil. 2012) :
- Synonyme homotypique :
  - Virsodes distichum (Linnaeus) Kuntze 1891
- Synonymes hétérotypiques :
  - Fucus evanescens var. cuneatus
  - Fucus evanescens var. ecostatus
  - Fucus evanescens var. oregonensis
  - Fucus furcatus f. abbreviatus
  - Fucus furcatus f. angustus
  - Fucus furcatus f. elongatus
  - Fucus furcatus f. luxurians
  - Fucus furcatus f. typicus
  - Fucus linearis Oeder 1767
  - Fucus furcatus C.Agardh 1820
  - Fucus fueci Bachelot de la Pylaie 1830
  - Fucus miclonensis Bachelot de la Pylaie 1830
  - Fucus anceps Harvey & Ward ex Carruthers 1864
  - Fucus distichus var. robustior J.Agardh 1868
  - Fucus distichus var. tenuior J.Agardh 1868
  - Fucus distichus var. miclonensis (De La Pylaie) Kleen 1874
  - Fucus distichus f. robustior (J.Agardh) Kjellman 1883
  - Fucus distichus f. tenuior (J.Agardh) Kjellman 1883
  - Virsodes furcatum Kuntze 1891
  - Fucus inflatus var. linearis (Oeder) Rosenvinge 1893
  - Fucus inflatus f. distichus (Linnaeus) Børgesen 1902
  - Fucus inflatus f. linearis (Oeder) Børgesen 1902
  - Fucus fueci f. elenkini E.S.Sinova 1922
  - Fucus fueci f. ruprechti E.S.Sinova 1922
  - Fucus nitens N.L.Gardner 1922
  - Fucus gardneri P.C.Silva 1953
  - Fucus distichus subsp. anceps (Harvey & Ward ex Carruthers) H.T.Powell 1957
  - Fucus distichus f. anceps (Harvey & Ward ex Carruthurs) Petrov 1965
  - Fucus distichus subsp.  [edentatus] f. abbreviatus (N.L.Gardner) Hollenberg & I.A.Abbott 1966

## Liste des sous-espèces et variétés
Selon NCBI (7 juil. 2012) :
- sous-espèce Fucus distichus subsp. evanescens (selon AlgaeBase, cette sous-espèce est synonyme de Fucus evanescens)

Selon World Register of Marine Species (8 juillet 2018) :
- variété Fucus distichus var. angustior Kützing
- variété Fucus distichus var. latior Kützing
- variété Fucus distichus var. miclonenesis (De la Pylaie) Kleen